# Gustave Ador
Gustave Ador (Cologny, Cantó de Ginebra, 1845 — 1928) va ser un estadista i polític suís.
Va ser president del Consell Nacional de Suïssa (1901) i del Comitè Internacional de la Creu Roja. Durant la Primera Guerra Mundial assegurà la neutralitat de Suïssa i va ser elegit president de la Confederació (1918-19) i president ad honorem de la Societat de Nacions.